# タジキスタン自転車走者襲撃事件
タジキスタン自転車走者襲撃事件（タジキスタンじてんしゃそうしゃしゅうげきじけん）は、2018年7月29日にタジキスタンのハトロン州ダンガラ地区において、サイクリング中の欧米人観光客たちが自動車に轢かれ、その後に刃物で襲撃されたテロ事件である。
襲撃によってアメリカ人2名、スイス人1名、オランダ人1名の計4人の欧米人が死亡した他、2名の負傷者が出た。事件後にイスラーム過激派組織ISILがこの事件についての犯行声明を出した。当局によって実行犯及び実行犯と関与した疑いのある者を含め計5人が殺害、4人が拘束された。